# 少年院ウシジマくん
『少年院ウシジマくん』（しょうねんいんウシジマくん）は、原作：真鍋昌平、漫画：山崎童々による日本の漫画作品。『裏サンデー』（小学館）にて2023年1月23日より、『マンガワン』（同）にて同年1月30日より連載されている。少年院を舞台とした、『闇金ウシジマくん』のスピンオフ作品。少年院に収容されたころの丑嶋たちの日常を描いた群像劇。

## 沿革
原作の真鍋によると、漫画を担当する山崎が本作の発案や構想を行い、担当編集者と試行錯誤した後、連載に至る。
2023年1月23日、『裏サンデー』にて本作の連載が開始される。同年1月30日、『マンガワン』で配信開始。同年6月29日に単行本第1巻が発売されることを記念し、『闇金ウシジマくん』の公式YouTubeチャンネルにて本作のボイスコミックを公開。同年6月30日より本作のラジオCMを放送。CMのナレーションは『闇金ウシジマくん』シリーズのファンのアイドル・戦慄かなのが担当している。

## あらすじ
中学2年生の冬、丑嶋薫は鰐戸三兄弟との抗争の末、三蔵の頭部に金属バットを振り下ろしたことから、傷害罪で少年院に収院された。
時を同じくして、丑嶋の級友・柄崎、のちに就職することとなる闇金融「シシック」を経営する獅子谷（兄）、暴走族・悶主陀亞連合の総長・滑皮。彼らもまた、殺伐とした日々を送っていた。

## 登場人物
丑嶋 薫（うしじま かおる）
本作の主人公。
柄崎（えざき）
丑嶋の級友。
獅子谷（ししや）
兄。闇金融・シシックの経営者。
滑皮（なめりかわ）
暴走族・悶主陀亞連合の総長。

## 作風
漫画ライターのちゃんめいによると、「女性向け作品を発表していた山崎童々が描くことによって、これまでのシリーズとはまた違うタッチの丑嶋たちを見ることができる」作品である。

## 書誌情報
- 真鍋昌平（原作）・山崎童々（漫画）『少年院ウシジマくん』小学館〈裏少年サンデーコミックス〉、既刊5巻（2024年12月26日現在）
  1. 2023年6月29日発売[3][5]、ISBN 978-4-09-852149-4
  2. 2023年9月28日発売[8]、ISBN 978-4-09-852837-0
  3. 2024年2月29日発売[9]、ISBN 978-4-09-853095-3
  4. 2024年7月30日発売[10]、ISBN 978-4-09-853395-4
  5. 2024年12月26日発売[11]、ISBN 978-4-09-853767-9